# Степанівська сільська рада (Драбівський район)
Степа́нівська сільська́ ра́да — адміністративно-територіальна одиниця та орган місцевого самоврядування у Драбівському районі Черкаської області. Адміністративний центр — село Степанівка.

## Загальні відомості
- Населення ради: 1 095 осіб (станом на 2001 рік)

## Населені пункти
Сільській раді підпорядковані населені пункти:
- с. Степанівка

## Склад ради
Рада складається з 16 депутатів та голови.
- Голова ради: Деркач Василь Олександрович
- Секретар ради: Підла Галина Сергіївна

### Керівний склад попередніх скликань
| Прізвище, ім'я, по батькові | Основні відомості                                                                       | Дата обрання | Дата звільнення |
| --------------------------- | --------------------------------------------------------------------------------------- | ------------ | --------------- |
| Котенко Микола Вікторович   | Сільський голова, 1964 року народження, член Соціалістичної партії України              | 26.03.2006   | 20.05.2008      |
| Деркач Василь Олександрович | Сільський голова, 1978 року народження, освіта середня спеціальна, безпартійний         | 30.11.2008   | 31.10.2010      |
| Деркач Василь Олександрович | Сільський голова, 1978 року народження, освіта середня спеціальна, член Партії регіонів | 31.10.2010   |                 |

Примітка: таблиця складена за даними сайту Верховної Ради України

### Депутати
За результатами місцевих виборів 2010 року депутатами ради стали:

#### За суб'єктами висування
| Суб'єкт висування                                       | Кількість обраних депутатів | %    |
| ------------------------------------------------------- | --------------------------- | ---- |
| Політична партія Всеукраїнське об'єднання «Батьківщина» | 8                           | 50   |
| Партія регіонів                                         | 7                           | 43,8 |
| Народна партія                                          | 1                           | 6,3  |

#### За округами
| № округу                                                | Прізвище, ім'я, по батькові      | Дата визнання обраним | Освіта             | Партійна приналежність                        | Відомості про обраного депутата                                        |
| ------------------------------------------------------- | -------------------------------- | --------------------- | ------------------ | --------------------------------------------- | ---------------------------------------------------------------------- |
| Народна Партія                                          |                                  |                       |                    |                                               |                                                                        |
| 12                                                      | Литвин Наталія Миколаївна        | 04.11.2010            | середня            | позапартійна                                  | тимчасово не працює                                                    |
| Партія регіонів                                         |                                  |                       |                    |                                               |                                                                        |
| 1                                                       | Підла Галина Сергіївна           | 04.11.2010            | середня спеціальна | позапартійна                                  | Степанівська сільська рада, секретар                                   |
| 3                                                       | Онищенко Валентина Миколаївна    | 04.11.2010            | середня            | член Партії регіонів                          | Степанівська загальноосвітня школа І-ІІІ ст., повар                    |
| 8                                                       | Грибельник Олексій Володимирович | 04.11.2010            | середня            | член Партії регіонів                          | Сербинівська загальноосвітня школа, кочегар                            |
| 9                                                       | Одарій Микола Миколайович        | 04.11.2010            | середня спеціальна | позапартійний                                 | тимчасово не працює                                                    |
| 11                                                      | Богославець Іван Олексійович     | 04.11.2010            | середня спеціальна | позапартійний                                 | ООО «Безпека ЛТД», охоронник                                           |
| 15                                                      | Сахно Надія Андріївна            | 04.11.2010            | вища               | позапартійна                                  | Степанівська сільська біблиотека, біблиотекар                          |
| 16                                                      | Деркач Ніна Олексіївна           | 04.11.2010            | середня спеціальна | позапартійна                                  | Степанівська фельдшерське-акушерський пункт, медсестра                 |
| Політична партія Всеукраїнське об'єднання «Батьківщина» |                                  |                       |                    |                                               |                                                                        |
| 2                                                       | Король Микола Олексійович        | 04.11.2010            | середня спеціальна | член Всеукраїнського об'єднання «Батьківщина» | одноосібник                                                            |
| 4                                                       | Коршак Микола Олексійович        | 04.11.2010            | середня            | член Всеукраїнського об'єднання «Батьківщина» | Степанівська загальноосвітня школа І-ІІІ ст., оператор котельної       |
| 5                                                       | Коршак Світлана Іванівна         | 04.11.2010            | вища               | член Всеукраїнського об'єднання «Батьківщина» | Сербинівська загальноосвітня школа І-ІІІ ст., вчитель                  |
| 6                                                       | Матюшенко Наталія Іванівна       | 04.11.2010            | середня            | член Всеукраїнського об'єднання «Батьківщина» | М.Київ, пологовий будинок № 6, молодша сестра по догляду за хворими    |
| 7                                                       | Федоренко Любов Миколаївна       | 04.11.2010            | вища               | член Всеукраїнського об'єднання «Батьківщина» | Степанівська загальноосвітня школа І-ІІІ ст., вчитель                  |
| 10                                                      | Пампуха Ніна Миколаївна          | 04.11.2010            | вища               | член Всеукраїнського об'єднання «Батьківщина» | Степанівська загальноосвітня школа І-ІІІ ст., вивчив початкових класів |
| 13                                                      | Заїченко Тамара Павлівна         | 04.11.2010            | середня спеціальна | член Всеукраїнського об'єднання «Батьківщина» | Дошкільний навчальний заклад, завідувачка                              |
| 14                                                      | Богославець Ірина Григорівна     | 04.11.2010            | середня спеціальна | член Всеукраїнського об'єднання «Батьківщина» | Організація штучного осіменіння с. Степанівка, технік                  |

## Відомі дюди
Рудик Микола Кузьмович - педагог, краєзнавець, поет

## Природно-заповідний фонд
На землях сільради розташовано гідрологічний заказник місцевого значення Степанківський.